# Dobozi pikkelyescsiga
A dobozi pikkelyescsiga (Hygromia kovacsi) a tüdőscsigák rendjébe tartozó, Magyarország őshonos, egyetlen fokozottan védett faja.

## Jellemzői
Mérete mindössze 5 mm.
Szarubarna színű, kúpos, gömbölyded, törékeny háza enyhén ívelt, pikkelyekkel finoman vonalkázott.
Héja sűrű és finom, 0,1 mm-nél kisebb, lekerekített nyelv alakú pikkelyekből áll.
Táplálkozását tekintve mindenevő, illetve növényevő.

## Elterjedése
A dobozi pikkelyescsiga a Kárpát-medence reliktum faja. Magyarországon az Alföld délkeleti, Romániában pedig az Erdélyi-középhegység nyugati részén él. A magyarországi állomány 57 millióra tehető és stabil. Élőhelyei a mérsékelt övi erdők.
Magyarországon a következő Natura 2000-es területeken fordul elő: Kígyósi-puszta, Központi-Zempléni-hegység, Sarkadi Fási-erdő, Gyula-szabadkígyósi gyepek, Körösközi erdők.

## Veszélyeztetettsége
Magyarországon 2001 óta fokozottan védett. A Természetvédelmi Világszövetség (IUCN) Vörös listáján nem fenyegetett fajként szerepel.
Fő veszélyeztető tényezője a fakitermelés.

## Szinonimák
- Az EU Élőhelyvédelmi irányelve, valamint a KvVM Természetvédelmi Hivatal Fajmegőrzési Terve is a Hygromia kovacsi nevet használja.